# Lovington (Novo México)
Lovington é uma cidade localizada no estado americano de Novo México, no Condado de Lea.

## Demografia
Segundo o censo americano de 2000, a sua população era de 9471 habitantes.
Em 2006, foi estimada uma população de 9693, um aumento de 222 (2.3%).

## Geografia
De acordo com o United States Census Bureau tem uma área de 12,4 km², dos quais 12,4 km² cobertos por terra e 0,0 km² cobertos por água.

## Localidades na vizinhança
O diagrama seguinte representa as localidades num raio de 56 km ao redor de Lovington.